# Sabit Abdusalam
Sabit Abdusalam (tiếng Trung: 萨比提·阿布都沙拉木; sinh ngày 26 tháng 3 năm 1994), còn được biết đến với cái tên Abdul'eziz Abdusalam (tiếng Trung: 阿卜杜力艾则孜)  cho đến năm 2017, là một cầu thủ bóng đá người Trung Quốc. Anh hiện đang chơi ở vị trí tiền đạo cho Thương Châu Mighty Lions.

## Sự nghiệp
Sau khi ra sân hơn một trăm lần, vào ngày 3 tháng 4 năm 2021, Sabit Abdusalam rời Tân Cương Tianshan Leopard để gia nhập câu lạc bộ hàng đầu Thương Châu Mighty Lions.

## Thống kê
Tính đến 31 tháng 12 năm 2021.
| Câu lạc bộ                  | Mùa giải  | China League One | China League One | Chinese Super League | Chinese Super League | FA Cup | FA Cup    | Châu lục | Châu lục  | Khác   | Khác      | Tổng cộng | Tổng cộng | Tổng cộng       | Tổng cộng       | Tổng cộng      | Tổng cộng | Tổng cộng | Tổng cộng       |
| Câu lạc bộ                  | Mùa giải  | Ra sân           | Bàn thắng        | Ra sân               | Bàn thắng            | Ra sân | Bàn thắng | Ra sân   | Bàn thắng | Ra sân | Bàn thắng | Ra sân    | Bàn thắng | Số lần kiến tạo | Số lần thay vào | Số lần thay ra | Thẻ vàng  | Thẻ đỏ    | Số phút thi đấu |
| --------------------------- | --------- | ---------------- | ---------------- | -------------------- | -------------------- | ------ | --------- | -------- | --------- | ------ | --------- | --------- | --------- | --------------- | --------------- | -------------- | --------- | --------- | --------------- |
| Tân Cương FA                | 2013      | –                | –                | –                    | –                    | 2      | 0         | –        | –         | 0      | 0         | 2         | 0         | –               | –               | –              | –         | –         | –               |
| Tân Cương Thiên Sơn Leopard | 2015      | 7                | 0                | –                    | –                    | 1      | 0         | –        | –         | 0      | 0         | 8         | 0         | –               | –               | –              | –         | –         | –               |
| Tân Cương Thiên Sơn Leopard | 2016      | 26               | 3                | –                    | –                    | 2      | 0         | –        | –         | 0      | 0         | 28        | 3         | –               | –               | –              | –         | –         | –               |
| Tân Cương Thiên Sơn Leopard | 2017      | 10               | 2                | –                    | –                    | 0      | 0         | –        | –         | 0      | 0         | 10        | 2         | –               | –               | –              | –         | –         | –               |
| Tân Cương Thiên Sơn Leopard | 2018      | 29               | 6                | –                    | –                    | 0      | 0         | –        | –         | 0      | 0         | 29        | 6         | 0               | 2               | 13             | 4         | 0         | 2321            |
| Tân Cương Thiên Sơn Leopard | 2019      | 23               | 5                | –                    | –                    | 0      | 0         | –        | –         | 0      | 0         | 23        | 5         | 0               | 4               | 6              | 6         | 0         | 1788            |
| Tân Cương Thiên Sơn Leopard | 2020      | 10               | 0                | –                    | –                    | 0      | 0         | –        | –         | 7      | 1         | 17        | 1         | 0               | 4               | 9              | 3         | 1         | 1308            |
| Tân Cương Thiên Sơn Leopard | Tổng cộng | 105              | 16               | –                    | –                    | 3      | 0         | 0        | 0         | 7      | 1         | 115       | 17        | 0               | 10              | 28             | 13        | 1         | 5417            |
| Thương Châu Mighty Lions    | 2021      | –                | –                | 1                    | 0                    | 0      | 0         | –        | –         | 0      | 0         | 1         | 0         | 0               | 5               | 4              | 2         | 0         | 568             |
| Tổng cộng                   | Tổng cộng | 106              | 16               | 1                    | 0                    | 5      | 0         | 0        | 0         | 7      | 1         | 118       | 17        | 0               | 15              | 32             | 15        | 1         | 5985            |

1. 1 2 3  Ra sân tại Cup FA Trung Quốc
2. ↑  Năm lần ra sân và một bàn thắng ở vòng xuống hạng China League One, hai lần ra sân ở vòng loại trực tiếp xuống hạng

## Lịch sử đấu
| 21 tháng 4 năm 2021 Chinese Super League | Thanh Đảo FC                       | 2–1 | Thương Châu Mighty Lions | Trung Quốc               |  |
|                                          | Zhou Junchen 42' · D. Radonjić 69' |     | A. Diomande 67'          | Sân vận động: Yuexiushan |  |
| Ghi chú:                                 |                                    |     |                          |                          |  |

| 27 tháng 4 năm 2021 Chinese Super League | Thương Châu Mighty Lions | 0–0 | Hà Nam Songshan Longmen FC | Trung Quốc           |
|                                          |                          |     |                            | Sân vận động: Tianhe |
| Ghi chú:                                 |                          |     |                            |                      |

| 21 tháng 4 năm 2021 Chinese Super League | Trùng Khánh Liangjiang Athletic FC   | 2–2 | Thương Châu Mighty Lions      | Trung Quốc               |  |
|                                          | Huang Xiyang 35' · Yin Congyao 45+2' |     | S. Sunzu 15' · A. Senghor 19' | Sân vận động: Yuexiushan |  |
| Ghi chú:                                 |                                      |     |                               |                          |  |

| 9 tháng 5 năm 2021 Chinese Super League | Thương Châu Mighty Lions | 0–2 | Quảng Châu FC                  | Trung Quốc               |  |
|                                         |                          |     | Gao Zhunyi 35' · Yang Liyu 87' | Sân vận động: Yuexiushan |  |
| Ghi chú:                                |                          |     |                                |                          |  |

| 14 tháng 5 năm 2021 Chinese Super League | Quảng Châu City F.C | 0–0 | Thương Châu Mighty Lions | Trung Quốc               |
|                                          |                     |     |                          | Sân vận động: Yuexiushan |
| Ghi chú:                                 |                     |     |                          |                          |

| 18 tháng 7 năm 2021 Chinese Super League | Thâm Quyến FC                            | 2–1 | Thương Châu Mighty Lions | Trung Quốc               |  |
|                                          | Alan Kardec 81'(pen) · Zhang Yuan II 90' |     | [Muriqui]] 22'           | Sân vận động: Yuexiushan |  |
| Ghi chú:                                 |                                          |     |                          |                          |  |

| 21 tháng 7 năm 2021 Chinese Super League | Thương Châu Mighty Lions | 0–2 | Sơn Đông Taishan FC              | Trung Quốc           |  |
|                                          |                          |     | M. Fellaini 43' · Guo Tianyu 47' | Sân vận động: Tianhe |  |
| Ghi chú:                                 |                          |     |                                  |                      |  |

| 24 tháng 7 năm 2021 Chinese Super League | Thương Châu Mighty Lions          | 2–0 | Thanh Đảo FC | Trung Quốc          |  |
|                                          | Liu Jian 45+1' · A. Senghor 45+3' |     |              | Sân vận động: Huadu |  |
| Ghi chú:                                 |                                   |     |              |                     |  |

| 27 tháng 7 năm 2021 Chinese Super League | Hà Nam Songshan Longmen FC              | 2–1 | Thương Châu Mighty Lions | Trung Quốc               |  |
|                                          | Henrique Dourado 84'(pen) · Ke Zhao 87' |     | S. SunzuBản mẫu:61       | Sân vận động: Yuexiushan |  |
| Ghi chú:                                 |                                         |     |                          |                          |  |

| 30 tháng 7 năm 2021 Chinese Super League | Thương Châu Mighty Lions | 1–1 | Trùng Khánh Liangjiang Athletic FC | Trung Quốc           |  |
|                                          | Xie Pengfei 26'          |     | Zhang Xiao 89'                     | Sân vận động: Tianhe |  |
| Ghi chú:                                 |                          |     |                                    |                      |  |

| 2 tháng 8 năm 2021 Chinese Super League | Quảng Châu FC                                                                                    | 5–2 | Thương Châu Mighty Lions          | Trung Quốc           |  |
|                                         | Ricardo Goulart 3' · Wei Shihao 19' · Wei Shihao 21' · Ricardo Goulart 43' · Ricardo Goulart 88' |     | Zang Yifeng 24' · Xie Pengfei 41' | Sân vận động: Tianhe |  |
| Ghi chú:                                |                                                                                                  |     |                                   |                      |  |

| 5 tháng 8 năm 2021 Chinese Super League | Thương Châu Mighty Lions | 0–2 | Quảng Châu City F.C        | Trung Quốc          |  |
|                                         | 0                        |     | Tiago 35' · J. Cardona 80' | Sân vận động: Huadu |  |
| Ghi chú:                                |                          |     |                            |                     |  |

| 8 tháng 8 năm 2021 Chinese Super League | Thương Châu Mighty Lions         | 2–1 | Thâm Quyến FC      | Trung Quốc           |  |
|                                         | Zhang Yuan I 40' · Yan Zihao 46' |     | Yan Zihao 72'(pen) | Sân vận động: Tianhe |  |
| Ghi chú:                                |                                  |     |                    |                      |  |

| 11 tháng 8 năm 2021 Chinese Super League | Sơn Đông Taishan FC            | 2–1 | Thương Châu Mighty Lions | Trung Quốc                                                   |  |
|                                          | Guo Tianyu 3' · Guo Tianyu 28' |     | Muriqui 90+3'            | Sân vận động: Guangzhou higher Education Mega Center Central |  |
| Ghi chú:                                 |                                |     |                          |                                                              |  |

| 14 tháng 10 năm 2021 FA Cup Trung Quốc | Thương Châu Mighty Lions                                                             | 5–1 | Zibo Cuju FC  | Trung Quốc                     |  |
|                                        | O. Maritu 1' · O. Maritu 55' · Bughrahan Skandar 57' · O. Maritu 63' · O. Maritu 73' |     | Nan Yunqi 56' | Sân vận động: Development Area |  |
| Ghi chú:                               |                                                                                      |     |               |                                |  |

| 19 tháng 10 năm 2021 FA Cup Trung Quốc | Thương Châu Mighty Lions | 1–3 | Thâm Quyến FC                                     | Trung Quốc                     |  |
|                                        | A. Senghor 34'           |     | [Wang Yongpo]] 19' · Alan Kardec 26' · Sun Ke 90' | Sân vận động: Development Area |  |
| Ghi chú:                               |                          |     |                                                   |                                |  |

| 12 tháng 12 năm 2021 Chinese Super League | Vũ Hán FC                                                                        | 4–2 | Thương Châu Mighty Lions     | Trung Quốc                                 |  |
|                                           | Yang Boyu 42' · Anderson Lopes 42'(pen) · Anderson Lopes 59' · Huang Zichang 63' |     | O. Maritu 18' · Yang Yun 50' | Sân vận động: Suzhou Olympic Sports Centre |  |
| Ghi chú:                                  |                                                                                  |     |                              |                                            |  |

| 15 tháng 12 năm 2021 Chinese Super League | Thương Châu Mighty Lions | 1–1 | Thượng Hải Lục Địa Thân Hoa | Trung Quốc                         |  |
|                                           | O. Maritu 76'            |     | L. Doumbouya 29'            | Sân vận động: Jiangyin Sports Park |  |
| Ghi chú:                                  |                          |     |                             |                                    |  |

| 18 tháng 12 năm 2021 Chinese Super League | Dalian Pro          | 1–2 | Thương Châu Mighty Lions         | Trung Quốc                              |  |
|                                           | E. Boateng 52'(pen) |     | Xie Pengfei 3' · Xie Pengfei 38' | Sân vận động: Suzhou City Sports Centre |  |
| Ghi chú:                                  |                     |     |                                  |                                         |  |

| 21 tháng 12 năm 2021 Chinese Super League | Thương Châu Mighty Lions            | 2–1 | Thiên Tân Jinmen Tiger FC | Trung Quốc                                 |  |
|                                           | Sabit Abdusalam 20' · O. Maritu 76' |     | Jin Yangyang 78'          | Sân vận động: Suzhou Olympic Sports Centre |  |
| Ghi chú:                                  |                                     |     |                           |                                            |  |

| 24 tháng 12 năm 2021 Chinese Super League | Thương Châu Mighty Lions                | 2–0 | Vũ Hán FC | Trung Quốc                          |  |
|                                           | O. Maritu 45+2' · Zhang Xiangshuo 90+3' |     |           | Sân vận động: Kunshan Sports Center |  |
| Ghi chú:                                  |                                         |     |           |                                     |  |

| 28 tháng 12 năm 2021 Chinese Super League | Thượng Hải Lục Địa Thân Hoa | 1–1 | Thương Châu Mighty Lions | Trung Quốc                       |  |
|                                           | Wang Haijian 78'            |     | O. Maritu 33'            | Sân vận động: Suzhou City Sports |  |
| Ghi chú:                                  |                             |     |                          |                                  |  |

| 31 tháng 12 năm 2021 Chinese Super League | Thương Châu Mighty Lions        | 2–0 | Dalian Pro | Trung Quốc                         |  |
|                                           | O. Maritu 59' · O. Maritu 90+3' |     |            | Sân vận động: Jiangyin Sports Park |  |
| Ghi chú:                                  |                                 |     |            |                                    |  |

| 3 tháng 1 năm 2022 Chinese Super League | Thiên Tân Jinmen Tiger FC | 1–0 | Thương Châu Mighty Lions | Trung Quốc                          |  |
|                                         | Xie Weijun 85'            |     |                          | Sân vận động: Kunshan Sports Center |  |
| Ghi chú:                                |                           |     |                          |                                     |  |